# Bosquet de l'Obélisque
 (novembre 2023).
Si vous disposez d'ouvrages ou d'articles de référence ou si vous connaissez des sites web de qualité traitant du thème abordé ici, merci de compléter l'article en donnant les références utiles à sa vérifiabilité et en les liant à la section « Notes et références ».
Le bosquet de l'Obélisque est un bosquet des jardins de Versailles.

## Localisation
Le Bosquet de l'Obélisque jouxte le Bosquet de l'Encelade dont il est séparé par l'allée de Cérès et de Flore. Il est également bordé par l'allée de Flore à l'Est et l'allée du Petit Pont au nord.

## Histoire
Il a été créé en 1671 et restauré en 1704. Avant à sa place il y avait la salle des festins ou salle de conseils.